# Father Marquette National Memorial
Das Father Marquette National Memorial würdigt das Leben und Werk von Jacques Marquette, einem französischen Priester und Entdecker. Das Denkmal befindet sich im Straits State Park bei St. Ignace in Michigan, wo er 1671 eine Jesuiten-Mission gründete und 1678 begraben wurde. Das angeschlossene Gebäude des Father Marquette Museum wurde am 9. März 2000 durch einen Brand zerstört.

## Father Marquette

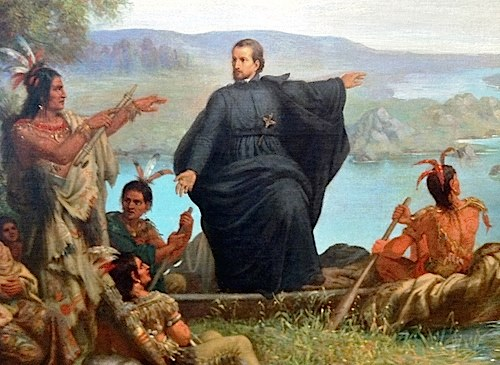
Father Jacques Marquette

Marquette kam 1666 in Neufrankreich an. Er gründete Michigans erste europäische Ansiedlungen in Sault Ste. Marie und St. Ignace in der Nähe der Mackinac Island in den Jahren 1668 und 1671.  Von 1666 bis zu seinem Tod im Jahr 1675 lebte er unter den Indigenen der Große-Seen-Region. Während dieser neun Jahre erlernte er mehrere Indigenensprachen. Zusammen mit Louis Joliet machte er sich auf die Suche nach einer schiffbaren Route zum Pazifik, wobei sie den Mississippi entdeckten.
Auf ihrer Expedition erforschten Marquette und Joliet den Fox River, den Mississippi bis Arkansas, den Illinois River und den Chicago River. Aufgrund von Feindseligkeiten der Einheimischen und Angst vor Konfrontationen mit den spanischen Kolonisten drangen sie nicht bis zur Mündung des Mississippi vor.
Im Oktober 1674 machten sich Marquette und zwei Begleiter zu einer missionarischen Expedition auf. Am Ende des Jahres war er an der Ruhr erkrankt. Er starb in der Nähe von Ludington während seiner Rückreise nach St. Ignace. Das Grab von Pater Marquette befindet sich in der Innenstadt von St. Ignace in der Nähe des Ojibway Indian Museum an der State Street.

## Das heutige Gelände
Seit der Zerstörung des Museums umfasst die Gedenkstätte Ausstellungen und einen Lehrpfad mit 15 Stationen.

## Verwaltungsgeschichte
Die 210.000 m² große Gedenkstätte ist im Besitz des Michigan Department of Natural Resources und wird auch von ihm verwaltet. Es ist ein angeschlossener Bereich des National Park Service. Das National Memorial wurde am 20. Dezember 1975 genehmigt. Im Gegensatz zu den meisten National Memorials ist es nicht im National Register of Historic Places gelistet.